# Tillotama Shome
Pour les articles homonymes, voir Shome.
Tillotama Shome (parfois Tilotama Shome, hindi : तिल्लोतमा शोमे), née à Calcutta en Inde, est une actrice indienne. En 2013, elle remporte le titre de la meilleure actrice au concours New Horizons du septième festival du film d'Abou Dabi dans le film Le Secret de Kanwar. En 2016, elle est nommée pour la meilleure actrice dans un second rôle aux 63e Filmfare Awards (en) pour son rôle dans A Death In The Gunj (en).

## Biographie
Née à Calcutta en Inde, Tillotama Shome grandit en divers lieux de l'Inde alors que son père est membre de l'armée de l'air indienne. Elle suit ses études au collège Lady Shri Ram de Delhi et fait partie du groupe de théâtre Asmita de Arvind Gaur. Elle déménage à New York à l'automne 2004 pour suivre une maîtrise de théâtre à l'Université de New York. Dans cette ville, elle enseigne également le théâtre aux condamnés à mort dans une prison américaine de haute sécurité,.
Elle retourne à Bombay en février 2008, ville où elle s’installe en mai 2008.

## Carrière professionnelle
Elle joue le rôle d'Alice dans le long métrage Le Mariage des moussons réalisé par Mira Nair, et le rôle de Deepa dans Shadows of Time (en) réalisé par Florian Gallenberger. Elle joue une religieuse dans le film australien The Waiting City de Claire McCarthy. Dans le film Gangor (en) d'Italo Spinelli (it), basé sur le roman de Mahasweta Devi, elle joue le rôle d'une assistante sociale. Elle travaille également dans le film Tasher Desh (en) de Qaushiq Mukherjee. Elle joue le rôle de Madame Ahmadi dans le thriller politique hindi Shanghai réalisé par Dibakar Banerjee. À propos de cette performance, le site rediff écrit : « Shome a créé l'une des performances les plus déchirantes de cette année dans un film hindi ».
En 2013, sa performance dans Le Secret de Kanwar lui vaut le titre de meilleure actrice au concours New Horizons du septième festival du film d'Abou Dabi, titre qu'elle partage avec l'actrice norvégienne Julia Wildschutt.
En 2018, elle est l’actrice principale du film indo-français Monsieur de Rohena Gera qui obtient trois prix : le Prix Fondation Gan à la Diffusion au Festival de Cannes 2018, le Prix du Public au Festival du film de Cabourg 2018, et le Grand Prix et Chistera du public au Festival international du film de Saint-Jean-de-Luz.
Elle tourne ses films dans cinq langues, l'anglais, le bengali, l'hindi, le nepali et le punjabi.

## Vie privée
Tillotama Shome est mariée avec l'homme d'affaires indien Kunal Ross, neveu de l'actrice et femme politique indienne Jaya Bachchan.

## Filmographie

### Cinéma

#### Longs métrages
- 2001 : Le Mariage des moussons de Mira Nair : Alice
- 2004 : Shadows of Time (en) de Florian Gallenberger : Deepa
- 2006 : Little Box of Sweets de Meneka Das : Lara
- 2009 : The Waiting City de Claire McCarthy : Sœur Tessila
- 2010 : Gangor (en) d'Italo Spinelli (it) : Medha
- 2011 : Turning 30 (en) de Alankrita Shrivastava : Malini Roy
- 2012 : Shanghai (en) de Dibakar Banerjee : Aruna Ahmedi
- 2012 : Tasher Desh (en) de Qaushiq Mukherjee : Queen
- 2013 : Aatma de Suparn Verma : Vaishali Sinha
- 2013 : Le Secret de Kanwar de Anup Singh : Kanwar
- 2014 : Sold de Jeffrey D. Brown : Bimla
- 2014 : Children of War (en) de Mrityunjay Devvrat : Bhitika
- 2015 : Les Lettres de Mère Teresa de William Riead : Kavitha Singh
- 2015 : Le jeu maudit (Ludo) de Qaushiq Mukherjee : Shanan
- 2016 : Budhia Singh – Born to Run (en) de Soumendra Padhi : Sukanti
- 2017 : Union Leader (en) de Sanjay Patel (en) : Geeta
- 2017 : Hindi Medium de Saket Chaudhary (en) : la conseillère d'orientation
- 2017 : The Song of Scorpions (en)  de Anup Singh (en) : the lady of the night
- 2017 : Kadvi Hawa (en) de Nila Madhab Panda (en) : la femme de Mukund
- 2017 : A death in the gunj (en) de Konkona Sen Sharma : Bonnie Bakshi
- 2018 : Monsieur (Sir) de Rohena Gera : Ratna
- 2018 : Manto (en) de Nandita Das : la prostituée
- 2019 : Raahgir de Goutam Ghose : Nathuni
- 2019 : Chintu Ka Birthday (en) de Devanshu Singh et Satyanshu Singh : Sudha Tiwary
- 2020 : Angrezi Medium de Homi Adajania (en) : la consultante éducative
- 2024 : Baksho Bondi de Tanushree Das & Saumyananda Sahi : Maya

#### Courts métrages
- 2003 : Butterfly de Tanuj Chopra (en) : Miraal
- 2006 : Long After de Afia Nathaniel (en) : Jaya
- 2009 : Zamir and Preeti : A Love Story de Rehana Mirza : Preeti
- 2009 : Clap Clap de Tanuj Chopra (en) : Leena
- 2009 : Boond de Abhishek Pathak : Jeevni
- 2013 : Sahasi Chori de Erin Galey : Radha
- 2015 : Nayantara's Necklace de Jaydeep Sarkar : Alka

### Télévision
- 2010 : Futurestates, série télévisée, épisode Pia de Tanuj Chopra (en) : Syama
- 2014 : Monsoon Baby (de) d'Andreas Kleinert (de) : Shanti
- 2016 : Love Shots, mini série télévisée, épisode Fired de Aparna Nadig et Ashish Patil : Nidhi
- 2023 : Toothpari : L'amour à pleines dents, série télévisée de Pratim D. Gupta : Meera

### Web série
- 2020 : Mentalhood (en) de Karishma Kohli : Preity Khosla

## Distinctions

### Nomination
- 2016 : nommée pour la meilleure actrice dans un second rôle aux 63e Filmfare Awards (en) de Bombay pour le film A Death In The Gunj (en)

### Récompense
- 2013 : Meilleure actrice au concours New Horizons du septième festival du film d'Abou Dabi pour le film Le Secret de Kanwar.